# ミゲル・ペイドロ
ミゲル・ペイドロ（またはミゲール・ペイドロ・ベンゲル、Miguel Peidro、1950年6月12日 - ）は、スペイン・アリカンテ県アルコイ出身の画家。

## 人物
独学で絵画を描き、質素さを愛する画家。印象派の画家で、数々の受賞歴を持つ。
日本でも絵画展のゲストとして招かれることが多く、ある程度の人気がある。そして、日本の家屋に飾るに相応しい小さめの絵もよく制作する親日家である。
性格は物静かでシャイ、大の愛妻家であるとともに恐妻家でもある。

## 受賞歴
- 1967年 - アルコイ ジュニア展 2位
- 1968年 - アリカンテ ジュニア絵画展 2位
- 1969年 - アルコイ ED絵画展 1位、 - Mencion Honorifica選外佳作受賞
- 1974年 - アルコイ CCO絵画展 Accesit佳作賞受賞
- 1976年 - アルコイ CCO絵画展 1位受賞
- 1978年 - バレンシア ”mini cuadros”絵画展 3位受賞
- 1988年 - アントゴンサ 第一回絵画国展に入賞